# Колкунов, Владимир Владимирович
Владимир Владимирович Колкунов (19 (31) марта 1866, Санкт-Петербург, Российская империя — 2 февраля 1937, Краснодар, СССР) — русский и советский ученый в области агрономии и селекции растений.

## Биография
Владимир Колкунов родился в Санкт-Петербурге в семье полковника русской армии Владимира Егоровича Колкунова. Вскоре семья переехала в Киев. Владимир поступил в Первую киевскую гимназию, которую вскоре покинул по семейным обстоятельствам. В 1886 году сдал экзамены на аттестат зрелости экстерном и поступил на отделение естественных наук Харьковского университета. Учился в Харькове только 5 семестров.
В 1889—1893 годах учился в Киевском университете на юридическом факультете, однако диплом не получил. Переехал в имение отца для помощи с сельским хозяйством. В 1898 году сдал экзамены на юридическом факультете Новороссийского университета. В 1899 году поступил на сельскохозяйственное отделение Киевского политехнического института, который окончил в 1904 году.
С 1912 года Колкунов был профессором кафедры общего земледелия сельскохозяйственного отделения Киевского политехнического института. В том же году был избран председателем Киевского агрономического общества. В 1918—1920 годах был председателем совета правления этого отделения. В 1920—1922 годах — профессор кафедры селекции. В 1922 году переходит в Киевский ветеринарно-зоотехнический институт, где работал профессором кафедры земледелия в 1922—1924 годах.
В 1927—1930 годах был профессором Киевского кооперативного института.
Короткое время в 1930 году возглавлял кафедру земледелия Киевского сельскохозяйственного института.
В 1922 году был одним из организаторов и первым директором Научного института селекции в Киеве, возглавлял отдел селекции института. Также возглавлял Научно-исследовательскую кафедру земледелия.
В 1930 году переехал в Краснодар, где возглавил научную часть Всесоюзного института махорочной промышленности. С 1934 года стал профессором Кубанского сельскохозяйственного института.

## Научная деятельность
Первые работы Колкунова посвящены исследованию физиологии растений в период засухи. Он разработал теорию анатомо-физиологической корреляции засухоустойчивости растений. Колкунов считал размеры клеток эпидермиса листа и количество устьиц важными показателями продуктивности растений.
Был членом Международного общества селекционеров.
Исследовал теоретические основы селекции пшеницы, свеклы, кукурузы. Создал новый сорт кукурузы, скрещивая сорта «Чинквантино» и «Минезота № 33»

## Публикации
- К вопросу о выработке выносливых к засухе рас культурных растений. Сообщение 1. Величина клетки как принцип рационального растениеводства // Хозяйство. 1906. № 1
- К вопросу о соотношении анатомических коэффициентов и физиологических свойств растений // Журнал опытной агрономии. 1913. Т. 14
- Про обробку землі під озимий та яровий хліб у посушливих місцевостях. К., 1924
- K вопросу о зимостойкости озимей // Труды Научного института селекции. К., 1927. Т. 2
- До питання про взаємини фізіології та селекції // Селекційний вісник. 1930. № 6
- О способе восприятия гипса клевером // Химизация социалист. земледелия. 1934. № 4-5.